# カシミール (曲)
「カシミール」（Kashmir）は、イギリスのロック・グループ、レッド・ツェッペリンの楽曲。ジョン・ボーナム、ジミー・ペイジ及びロバート・プラントによって作詞作曲され、1975年に発表された。演奏時間は約8分30秒。

## 来歴
1973年暮れ、メンバーのうちたまたまボーナムとペイジだけがスタジオに入っていた時、ペイジはふと、以前から構想していながら上手く繋げられずにいた2つのリフを試みる気になった。エンジニアにこれから起こることを全て録音するように命じ、ボーナムにひたすら単純な8ビートを叩き続けるように要求した上で、ペイジはリフを演奏した。そこで得られた素材を元に、プラントが歌を付けて曲の骨格が出来上がった。
この頃、ジョン・ポール・ジョーンズは一時的にグループを離れていたが、1974年に入ってセッションに復帰して編曲を行ない、さらにコーダに現れる上昇音階のリフを加えて曲を整えた。最終的なレコーディングは、ヘッドリィ・グランジで行なわれている。レッド・ツェッペリンのレコーディングとしては異例なことに、外部のミュージシャンを招いて管楽器・弦楽器の演奏を録音した。

## 構成
それほど複雑多岐にわたる素材を用いているわけでもなく、コード進行も基本的には3コード・パターンである。にもかかわらず、「カシミール」は極めてプログレッシブで独自性に富んだ曲であるとの印象を与える。以下、構成を図示し、各部について解説する。
| パート     | 1   | 2   | 3 | 4 | 5 | 6   | 7   | 8   | 9 | 10  |
| ---------- | --- | --- | - | - | - | --- | --- | --- | - | --- |
| 素材       | a→b | a→b | b | c | b | d   | a→b | a→b | b | d   |
| 基本コード | D   | D   | D | A | D | G→A | D   | D   | D | G→A |

パート1、2、7、8はヴォーカル・パート。パート4は中間部。パート6、10は終結部。パート3、5、9はブリッジである。ポピュラー音楽の基本的な構成である「ひら歌→サビ」という形とは著しく異なっており、もしクラシック音楽に類例を求めるなら、複合三部形式に類似する点も見られる。
各部の素材は次の通り。
- aは主要なリフ。ギターおよび弦楽合奏によって演奏されるリフは3/4拍子・4小節で一回りするが、ドラムスは4/4拍子を刻んでおり、結果として複合リズムとなっている。
- bは第二のリフ。ギター、弦楽合奏および管楽器によって、シンコペーションを含んだ下降音形が奏でられる。
- cは第三のリフ。ギター、ベース、ドラムスおよび弦楽合奏が、シンコペーションを含んだ律動的なパターンを演奏する。
- dは他とは趣を異にする流動的で夢幻的な素材。メロトロンを中心として作られており、特にパート10ではアラビア風の上昇音形による印象的なリフが現れる。

また、コード進行を見ると、全体としてはDを基調として属和音（G・A）も用いられているが、主和音のパートが圧倒的に多い。またパート4からパート5、及びパート6からパート7への移行時に属和音から主和音への解決も行なわれているが、各パートの独立性が強いため、聴覚的には和音の解決とは聞き取りがたい。結果として全体的にコードの変化が感じられない、一種のモード奏法に似た和音構成となっている。
以上を要するに、さほど奇抜というわけでもない素材を巧妙に配置することによって、極めて独特な印象の曲に仕上げたものと言える。なお、この曲でのギターは「DADGAD」チューニングになっており、このチューニングの持つエキゾチックな響きが曲全体に微妙な幻想味を添えている。

## 歌詞
プラントがこの歌詞を構想したのはサハラ砂漠をドライブしていたときであり、現実のカシミール地方がイメージの源泉になったわけではない。歌詞の中に（おそらくは後付け的に）「Kashmir」という単語が現れる。

## レコード
1975年2月24日、彼らの6枚目のアルバム「フィジカル・グラフィティ」B面3曲目（現在のCDではDisc 1 - track 6）に収録されて発表された。
なお、この曲は実質的にはメンバー全員の共作とするのがふさわしいが、上記の事情からジョーンズを除いた3名の共作とクレジットされた。このことは、ペイジとジョーンズとの軋轢を物語る例とされている。

## ステージ・パフォーマンス
レコードの発表に先立って1975年1月11日、ロッテルダム公演で初演され、以後レッド・ツェッペリンの全ステージで演奏された。1977年以降はペイジのギター・ソロ・ナンバー「ホワイト・サマー」「ブラック・マウンテン・サイド」に続くメドレーの形で披露された。また、レッド・ツェッペリン解散後も、1988年のアトランティック・レコード40周年記念コンサート、2007年のロンドンはO2アリーナにおける一時的再結成のステージやペイジ & プラントのステージなどで演奏されている。

## 評価
パンク・ロックの象徴とも言うべきセックス・ピストルズのヴォーカル、ジョン・ライドン（ジョニー・ロットン）は、商業主義にまみれたスーパーバンドを口汚くののしった。レッド・ツェッペリンも「ダイナソーロック」などと代名し批判。しかし1980年代以降、ロットンは自らのステージで「カシミール」を歌うようになり、さらにはプラント本人に対して「『カシミール』のような歌詞はとても書けない」と告白している。この曲の独自性とインパクトとを物語る好個の例と言えよう。
1997年のアメリカ映画「GODZILLA」で用いられたパフ・ダディによる主題曲では、「カシミール」がサンプリングされている。この曲は原曲のリフにラップを乗せたものである。
次項目に挙げるように、ロックアーティストよりもむしろクラシック音楽やクラシカル・クロスオーバーのアーティストに好んでカバーされており、構成の巧みさやメロディーの流麗さといった芸術性の高さがジャンルを超えた評価を受けていると考えられる。
プラントは、「カシミール」を "The Pride of Led Zeppelin" （レッド・ツェッペリンの誇り）と呼んでいる。派手なギター・ソロやアクロバティックなヴォーカルではなく、アンサンブルの妙によって傑出した独自性を実現したこの曲こそ、レッド・ツェッペリンの最も重要な作品だと評価できる。

## カバー
- ディキシー・ドレッグス（プログレッシブ・ロックバンド） - 1992年に発売したライブアルバム「Bring 'Em Back」に収録。
- ロンドン・フィルハーモニー管弦楽団 / 指揮:ピーター・ショールズ - 1997年に発売したレッド・ツェッペリンカバーアルバム「カシミール～レッド・ツェッペリン・シンフォニック」に収録。
- ジェフ・バックリィ（シンガーソングライター） - 2001年に発売された1995年のライブの模様を収録したアルバム「Jeff Buckley Live À L'Olympia」に収録。
- ボンド（ストリングクァルテット） - 2002年のアルバム「Shine」に収録。
- レズ・ツェッペリン（トリビュートバンド） - 2007年に発売されたセルフタイトルアルバムに収録。
- グレゴリアン（グレゴリオ聖歌をベースとしたニューエイジ・ミュージック、ポップスの音楽ユニット） - 2009年のアルバム「Masters of Chant Chapter VII」に収録。
- ティム・レイノルズ（マルチプレイヤー_） - デイヴ・マシューズ・バンドと共演した2009年のライブ・アルバム「Live in Las Vegas」に収録。
- Escala（ストリングクァルテット） - 2009年に発売されたセルフタイトルアルバムに収録。ギタリストのスラッシュ_がゲスト参加。
- デイヴィッド・ギャレット（ヴァイオリニスト） - 2010年のアルバム「ロック・シンフォニー」に収録。
- 井上銘（ジャズ・ギタリスト） - 2011年のアルバム「ファースト・トレイン」に収録。フルート奏者の太田朱美がゲスト参加。